# Pesanggrahan
Pesanggrahan è un sottodistretto (in indonesiano: kecamatan) di Giacarta Meridionale, che a sua volta è una suddivisione di Giacarta, la capitale dell'Indonesia.

## Suddivisioni
Il sottodistretto è suddiviso in cinque villaggi amministrativi (in indonesiano: kelurahan):
- Ulujami
- Petukangan Utara
- Petukangan Selatan
- Pesanggrahan
- Bintaro